# Aradi Hírlap
Az Aradi Hírlap Aradon megjelent politikai napilap (1917-1940).
1917 novemberében a Jászi-féle Radikális Párt alapította, de többen is bábáskodtak körötte, egyik alapító tagja Szabó Albert, a magyar kultúra mécenása. A lap első szerkesztője Zima Tibor. 1923. augusztus 31-től Erdélyi Hírlap, 1936. június 21-től csak Hírlap. Megszűnt 1940. október végén. Felelős szerkesztője 1924-től 1938-ig Major Béla, munkatársa Spectator (Krenner Miklós), Franyó Zoltán, Lantos-Léderer Ferenc, rövid ideig Fekete Tivadar. A lap ismert riportere a regényíró Károly Sándor. Az 1930-as években az Országos Magyar Párt (OMP) irányítása alá került, megőrizve irodalompolitikájának liberális árnyalatát.

## Szerzőiből
- Nagy József
- Szomory Oszkár